# Aristide Demetriade
Aristide Demetriade (n. 10 iulie 1872, satul Valea Ratei, comuna Murgești, Județul Buzău - d. 21 februarie 1930, București) a fost un actor român, elev al lui Ștefan Vellescu, precum și regizor de film. A jucat la Teatrul Național din București. Tragedian cu bogate resurse, Demetriade a interpretat cu patos romantic și cu un deosebit simț al nuanțelor, obținând întruchiparea diferențiată a fiecărui personaj, rolurile principale din piesele „Răzvan și Vidra” de Bogdan Petriceicu Hașdeu, „Despot Vodă” de Vasile Alecsandri, „Trandafirii roșii” de Zaharia Bârsan, „Hamlet” și „Iuliu Cezar” de William Shakespeare, „Ruy Blas” de Victor Hugo etc.
A fost unul dintre pionierii filmului românesc, regizând peliculele Înșir'te mărgărite (1911), alături de Gr. Brezeanu), Independența României (1912), Scheci cu Jack Bill (1913) și Oțelul răzbună (1913).
Actorul Aristide Demetriad a copilărit în casa de peste șosea de actualul cămin cultural din Dumitrești, unde a locuit familia sa, tatăl său (Arhile Demetriad) fiind arendașul unei moșii.
A decedat în 1930 și a fost înmormântat în Cimitirul Bellu.

## Legături externe
- Aristide Demetriad Arhivat în 13 august 2015, la Wayback Machine., accesat la 28 iulie 2015